# 14612 Irtish
14612 Irtish este un asteroid din centura principală de asteroizi.

## Descriere
14612 Irtish este un asteroid din centura principală de asteroizi. A fost descoperit pe 18 septembrie 1998 la Observatorul La Silla de Eric Walter Elst. Asteroidul prezintă o orbită caracterizată de o semiaxă mare de 3,15 ua, o excentricitate de 0,10 și o înclinație de 7,3° în raport cu ecliptica.